# Echiniscoides hoepneri
Echiniscoides hoepneri är en djurart som tillhör fylumet trögkrypare, och som beskrevs av Kristensen och Hallas 1980. Echiniscoides hoepneri ingår i släktet Echiniscoides och familjen Echiniscoididae. Inga underarter finns listade i Catalogue of Life.